# Cab-Bike

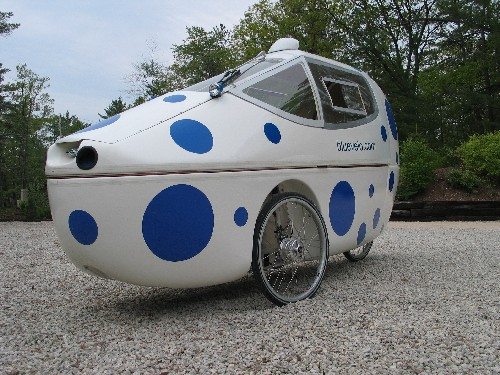
Un Cab-Bike

Le Cab-Bike est un vélomobile produit depuis 1998 en Allemagne. Dessiné par Reihold Schwemmer et fabriqué par Germany Eslava, c'est un véhicule conçu pour un usage quotidien toute l'année. Il comprend une structure monocoque autoportante, une suspension sur les trois roues, une chaine complètement protégée, et beaucoup de place pour les bagages.     
Le Cab-Bike est conçu de manière modulaire, et peut être converti en changeant la partie supérieure. Dans la version "Cabin", le pilote est complètement protégé des éléments à l'intérieur de la carrosserie, alors que dans la version "Cabrio" sa tête est à l'extérieur. À cause de sa surface frontale et de son poids, réduits, le "Cabrio" est plus rapide.
Le "Cabin" pèse 35 kg, le "Cabrio" 32 kg. Les deux sont faits d'une coque en résine et fibre de verre, sur une structure en fibres de carbone. Leur voie avant est de 75 cm. Ils sont équipés en standard d'un changement de vitesse dans le moyeu à 14 vitesses Rohloff.